# Geografija Albanije
Albanija je majhna država v južni, jugovzhodni Evropi in zahodnem Balkanu, ki je strateško postavljena ob Jadransko in Jonsko morje znotraj Sredozemskega morja z obalo, dolgo približno 362 km. Na severozahodu meji na Črno goro, na severovzhodu na Kosovo, na vzhodu na Severno Makedonijo in na jugovzhodu in jugu na Grčijo.
Večina Albanije se dviga v gore in hribe, ki tečejo po dolžini države od severa proti jugu, na primer Prokletije na severu, Šar planina na severovzhodu, Skenderbegovo pogorje v središču, Korab na vzhodu, Pindsko gorstvo na jugovzhodu in Keravnijske gore na jugozahodu. Ravnine in planote se razprostirajo na zahodu vzdolž albanske obale Jadrana in Jonskega morja.
V Albaniji je večji del nekaterih najpomembnejših in najstarejših evropskih sladkovodnih teles. Drugo največje jezero južne Evrope, Skadrsko jezero, leži na severozahodu, obkroženo s Prokletijami in Jadranskim morjem. Eno najstarejših nenehno obstoječih jezer na svetu, Ohridsko jezero, leži na jugovzhodu, medtem ko sta najvišji tektonski jezeri na Balkanskem polotoku, Veliko in Malo Prespansko jezero, dobro skriti med visokimi gorami v jugovzhodu.
Reke izvirajo na vzhodu Albanije in se na zahodu stekajo v morje. Obsegajo jih porečja Jadranskega, Egejskega in Črnega morja. Najdaljša reka v državi, merjena od njenega izliva do izvira, je Drim, ki se začne ob sotočju dveh povirnih krakov, Črnega in Belega Drima, čeprav je opazna tudi Vjosa, eden zadnjih nedotaknjenih velikih rečnih sistemov v Evropi.
Albanija ima za svojo velikost precejšnje bogastvo kopenskih in morskih ekosistemov ter habitatov s kontrastnimi rastlinskimi in živalskimi vrstami, živečimi na površini 28.748 kvadratnih kilometrov. Večina države, središče in jug, je pretežno sredozemskega značaja, medtem ko je alpski značaj bolj viden na severovzhodu.
Obstaja 799 zavarovanih območij, ki pokrivajo površino 5216,96 kvadratnih kilometrov. Sem spadajo dva stroga naravna rezervata, 14 narodnih parkov, en morski park, osem arheoloških parkov, 750 naravnih spomenikov, 22 območij upravljanja habitatov/vrst, 9 zaščitenih krajin, štiri območja z upravljanimi viri in štiri ramsarska mokrišča. Narodni parki pokrivajo površino 2106,68 km² ali približno 13,65 % celotnega ozemlja.

## Meje
Dolžina meja je približno 1094 kilometrov, od tega 657 kilometrov kopenskih meja, 316 kilometrov obalnih meja, 48 kilometrov  rečnih mej in 73 kilometrov jezerskih meja. Površina celinskih vod je 1350 kvadratnih kilometrov, sestavljena iz naravnih jezer 325 kvadratnih kilometrov, obalnih lagun 130 kvadratnih kilometrov, umetnih jezer 174 kvadratnih kilometrov in rek 721 kilometrov.
Državi Črna gora (186 kilometrov) in Kosovo (112 kilometrov) mejita na državo na severu oziroma severovzhodu. Pomemben del te meje povezuje visoke vrhove in sledi gorskim grebenom skozi večinoma nedostopne Prokletije. Vzhodno mejo deli s Severno Makedonijo na dolžini 181 kilometrov. Ta meja se začenja na tromeji med Albanijo, Kosovom in Severno Makedonijo, poteka preko Šar planine in Koraba do Ohridskega in Prespanskega jezera. Južna in jugovzhodna meja z Grčijo je dolga 212 kilometrov. Od tromeje teče čez Veliko in Malo Prespansko jezero, dokler ne pride do Jonskega morja ob Krfskem prelivu.

## Topografija
Najpomembnejša značilnost Albanije je verjetno njen relief, s številnimi zaporednimi gorskimi verigami in povprečno nadmorsko višino več kot 700 metrov nad morjem. Večina gora leži na severu, vzhodu in jugu.
Prokletije se raztezajo na več kot 90 kilometrov na severu Albanije in obsegajo površino 2000 kvadratnih kilometrov. Te gore predstavljajo podaljšek Dinarskega gorovja in niso širše od 40 kilometrov. So globoko razdrobljene in pogosto nedostopne. Maja Jezercë je najvišja točka Dinaridov in hkrati druga najvišja točka Albanije.
Pogorje Korab prevladuje na vzhodu države in se širi 40 kilometrov vzdolž vzhodne meje države, kjer lahko vrhovi očitno dosežejo 2500 metrov. Del tega pogorja je najvišji vrh države Korab, ki je razdrobljen s številnimi globokimi strukturnimi depresijami. Druga značilnost ostaja dokaz zadnje ledene dobe v obliki ledeniških jezer na razmeroma majhnih nadmorskih višinah.
Ena najpomembnejših značilnosti juga Albanije je prisotnost Keravnijskega gorovja, ki je presekalo pokrajino na skoraj 100 km dolžine. Tisoč metrov visoke gore se spuščajo navpično v Jonsko morje in predstavljajo vsaj prvo oviro za komunikacijo med morjem in južno notranjostjo države.
Zahod države je najbolj poseljeno in kmetijsko obdelano območje, ki se razprostira čez obalno ravnino s posameznimi hribi. Njegovo fertilnost zmanjšujeta sušno podnebje in posledične težave z zagotavljanjem vode. Obdelovalne površine so bolje razvite ob rekah, kjer pa škodo povzročajo poplave.
Albanija leži na zmernem potresnem območju v bližini stika afriške in evrazijske tektonske plošče, ki poteka do Jadranskega morja.

## Hidrografija
Država ima gosto mrežo rek in potokov, za katere je značilen visok pretok. Spadajo v povodja Jadranskega, Egejskega in Črnega morja. Večinoma izvirajo v gorati vzhodni polovici države, ustja pa imajo na zahodu ob obalah. Vzdržuje jih taljenje zasneženih gora in obilne padavine na višjih nadmorskih višinah.
Rečni sistem države sestavlja osem pomembnih rek skupaj s številnimi pritoki. Najdaljša reka je Drim, ki v državi teče 285 kilometrov. Njegovo povodje je eno najbolj biotsko raznovrstnih krajev v Evropi in zajema Skadrsko, Ohridsko in Prespansko jezero. Posebej zaskrbljujoča je reka Vjosa, ki velja za zadnjo divjo reko v Evropi. Ostale večje reke države so Fan, Ishëm, Erzen, Mat, Seman in Škumbin.
Od več kot 250 jezer v državi ležita dve največji jezeri v južni Evropi in eno najstarejših na svetu. Jezera so pretežno kraškega ali ledeniškega izvora. Največje jezero v južni Evropi je Skadrsko jezero, ki je geografsko na severu in si ga deli s Črno goro. Eno najstarejših jezer na svetu je Ohridsko jezero na jugovzhodu, ki si ga deli s Severno Makedonijo. Najvišje ležeči jezeri v južni Evropi sta Veliko in Malo Prespansko jezero na jugovzhodu, ki si ju deli s Severno Makedonijo in Grčijo.
V državi je tudi veliko lagun različnih oblik, velikosti in zgradb. Te so predvsem ob obali na zahodu države in tudi na jugovzhodu. Prispevajo k splošni produktivnosti obalnih voda s podporo različnih habitatov in ekosistemov. Največja laguna v državi je laguna Karavasta, ki leži med ustjema rek Škumbin in Seman. Druge pomembne lagune so laguna Patoku, Narta, Kunë-Vain in Butrint.

## Biotska raznovrstnost
Bližina morja in spajanje izjemnih podnebnih, geoloških in hidroloških pogojev sta prispevala k razvoju raznolike biotske raznovrstnosti, zaradi česar je Albanija ena izmed žarišč biotske raznovrstnosti v Evropi.
Albanija je del borealnega kraljestva in se razprostira znotraj cirkumborealne regije. Njeno ozemlje je mogoče običajno razdeliti na štiri kopenske ekoregije palearktika. Ilirski listnati gozdovi se razprostirajo vzdolž albanske jadranske in jonske morske obale na zahodu čez Sredozemsko kotlino, mešani gozdovi Pindskega gorstva pa se pojavljajo v vzhodnem in jugovzhodnem gorskem območju. Mešani gozdovi Dinarskega gorovja pokrivajo večino Prokletij na severu, balkanski mešani gozdovi pa se razprostirajo čez vzhodni del območja.
Gozdovi nudijo pomembno zavetje številnim redkim in ogroženim živalskim vrstam, med drugim tudi rjavemu medvedu, balkanskemu risu (Lynx lynx balcanicus), sivemu volku, zlatemu šakalu (Canis aureus), egiptovskemu jastrebu in orlu. Albanija je imela indeks integritete gozdne krajine za leto 2018 povprečno oceno 6,77 / 10, kar jo uvršča na 64. mesto od 172 držav po svetu.
V obalnih vodah države pogosto lahko vidimo sredozemsko medvedjico, navadnega kratkokljunega delfina (Delphinus delphis) in veliko pliskavko. Izjemna je prisotnost kodrastega pelikana (Pelecanus crispus), najredkejšega pelikana na svetu. Biotska raznovrstnost Albanije je ohranjena na njenih zavarovanih območjih, ki zagotavljajo zaščito na stotine ogroženih vrst.

### Zavarovana območja
Številni deli Albanije so zaradi svoje naravne, zgodovinske ali kulturne vrednosti zaščiteni v skladu s številnimi nacionalnimi in mednarodnimi oznakami. Zaščitena območja spadajo med najpomembnejša ohranitvena sredstva, ki nato učinkovito prispevajo k vzdrževanju vrst, habitatov in ekosistemov.
Trenutno ima država petnajst narodnih parkov, pri čemer je eden določen kot morski park. Od Jadranskega in Jonskega morja do Albanskih Alp in Keravnijskih gora obsegajo izjemne pokrajine, ki predstavljajo habitate za tisoče rastlinskih in živalskih vrst. Butrint, Divjaka-Karavasta, Karaburun-Sazan, Llogara, Prespa, Šebenik-Jabllanicë, Theth in Valbona in Narodni park Dajti so med najbolj spektakularnimi narodnimi parki v državi.

## Podnebje
Albanija ima kombinacijo sredozemskega in celinskega podnebja s štirimi različnimi letnimi časi. Podnebne razmere so zelo spremenljive in lokalno spremenjene glede na nadmorsko višino. Na podnebje močno vplivajo Sredozemsko morje na zahodu in gore, ki se dvigajo na vseh koncih države.
Raznolike regije imajo izjemen razpon mikroklime, vremenski sistem na obalah pa je v nasprotju s prevladujočim v notranjosti. Poleg tega se vreme spreminja od severa ter proti jugu in zahodu proti vzhodu. Albanija zaseda podnebje od zmernega podnebja na obalah do celinskega podnebja v notranjosti. Najtoplejša območja države so na obalah, za katere je značilno sredozemsko podnebje (Csa, Csb in Cfa), kot je opredeljeno v Köppenovi podnebni klasifikaciji. V visokogorju je oceansko podnebje. Zime v Albaniji so značilno blage in mokre, poletja pa topla in suha. Severna območja države, kot so Prokletije, doživljajo subarktično podnebje s pogosto zelo hladnimi zimami in kratkimi, blagimi poletji.
V nižinskih območjih Albanije so zime blage s povprečno temperaturo približno 7 °C. Poletne temperature v povprečju znašajo 32 °C, vlaga pa je nizka. V južni nižini, zlasti na območjih Jonskega morja, so temperature pozimi v povprečju približno 5 °C, poleti pa 30 °C.

## Prebivalstvo in poselitev
Prebivalstvo je večinoma zgoščeno na obalni ravnini in v nekaterih pomembnih dolinah. Do 1990-ih se je obalna ravnica še vedno uporabljala predvsem za kmetijstvo. Postopoma so se mesta vse bolj širila v okolico. Visoko stopnjo širjenja mest je mogoče opaziti zlasti v osrednji Albaniji. To je najbolj očitno na koridorju Tirana-Drač, kjer se dve največji mesti v državi združita v eno metropolitansko območje in kjer živi vsaj tretjina prebivalstva države. V strnjeno aglomeracijo Tirane spada tudi mesto Kamza, saj se je njegovo prebivalstvo v 20 letih po propadu komunizma povečalo sedemkrat.
Druga pomembna poselitvena središča so mesta Elbasan, Vlora, Skader, Korča, Fier, Berat, Lushnja, Kavaja in Pogradec.
Gorska območja in hribovita dežela so manj gosto ali redko poseljena. Mnoga od teh obrobnih območij doživljajo močno emigracijo.

## Rastlinstvo in živalstvo
36 odstotkov površine Albanije pokrivajo mešani gozdovi vrbe, topola, bresta, borovca in hrasta, večje nekdaj gozdne površine pa so se umaknile pašnikom ter podlegle sečnji. Ta področja so zato izpostavljena eroziji, saj so zaradi suše travne površine razredčene.
Obsežne kmetijske površine so v preteklosti zmanjšale količino divjadi. Danes je v Albaniji najti srnjad, volkove ter divje svinje, in sicer v odmaknjenih območjih. Velika je populacija divjih ptic.

## Naravna bogastva
Albanija hrani razmeroma velike zaloge zemeljskega plina in nafte v svojem jugozahodnem delu, severovzhodne pokrajine pa vsebujejo mineralne surovine, zlasti železo, baker, krom in nikelj. Gozdovi so v Albaniji pomemben vir lesa. V bližini Tirane so rudniki lignita in zemeljske smole.

## Okoljski problemi
Industrializacija države v času vladavine komunizma je razmeroma močno prizadela naravno okolje v Albaniji, prekomerni posegi pa se nadaljujejo tudi danes. Največje težave predstavljajo ogrožanje in izumiranje divjih vrst, krčenje gozda in prekomerna širitev kmetijskih površin. Erozija je na mnogih površinah zaradi pomanjkanja rastlinske preproge močna ter hitrejša od nastajanja nove prsti. Onesnaževanje zraka, prsti in podtalne vode povzroča rudniška industrija.
Ozaveščenost prebivalstva glede okoljske problematike je skromna, saj gre državna politika še vedno v smer gospodarskega razvoja. Temu primerno je tudi recikliranje izdelkov.
Albanija se je pridružila večini mednarodnih sporazumov glede podnebnih sprememb, ohranjanja biotske raznolikosti in mokrišč.